# Maurice Grevisse
Maurice Grevisse [mɔˌʁis ɡʁeˈvis] (obwohl das <e> keinen Akzent trägt, wird es so ausgesprochen, als stünde dort ein Akut) (* 7. Oktober 1895 in Rulles, Provinz Luxemburg; † 4. Juli 1980 in La Louvière, Hainaut) war ein belgischer Grammatiker.

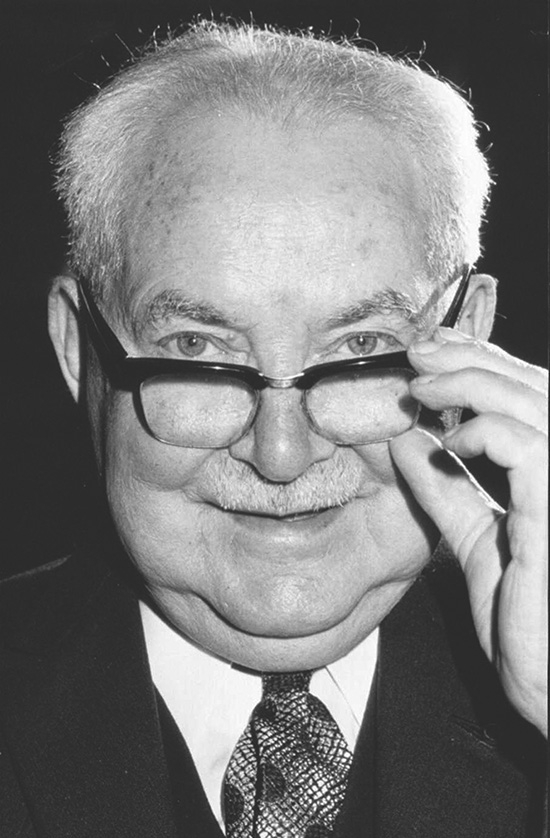
Maurice Grevisse

## Leben
Grevisse besuchte die Normalschule von Carlsbourg, wo er 1915 das Lehrerdiplom erhielt. Danach wechselte er auf die Normalschule von Malonne und wurde Lehrer für Literaturwissenschaft. Später wurde er Französischlehrer an der École des Pupilles der Armee in Marneffe. Während dieser Zeit brachte er sich selbst Latein und Griechisch bei. Später studierte er klassische Philologie an der Universität Lüttich. 1925 wurde er „Doktor der klassischen Philologie“. 1927 wurde er Professor an der École Royale des Cadets in Namur. 1957 ging er in den Ruhestand.
Grevisse bemerkte, dass die damaligen Grammatiklehrwerke seinen Lehransprüchen nicht genügten. Deshalb sammelte er seine Notizen und fasste sie in dem Manuskript zu Le Bon Usage zusammen.
Viele renommierte Verleger lehnten dieses Manuskript ab; letzten Endes verlegte es ein anspruchsloser Verleger aus Gembloux im Jahr 1936. Der Verlag Duculot wurde gegründet, und der Erfolg des Werkes hielt sich auch während des Zweiten Weltkriegs. André Gide, der für den Figaro schrieb, pries es als das beste Grammatikbuch.
1971 wurde Grevisse Offizier der Ehrenlegion. Ab 1967 bis zu seinem Tod saß er im Internationalen Gremium für die französische Sprache. Sein Schwiegersohn André Goosse, auch ein Grammatiker, überarbeitete Le Bon Usage weiter, von dem es zurzeit 16 Auflagen gibt.

## Bibliografie
- Le Bon Usage, Gembloux 1936 (2. Auflage 1939; 3. Auflage 1946; 4. Auflage 1949; 5. Auflage 1953; 6. Auflage 1955; 7. Auflage 1961; 8. Auflage 1964; 9. Auflage 1969; 10. Auflage 1975; 11. Auflage 1980; 12. Auflage 1986, bearbeitet von André Goosse; ebenso 13. Auflage 1993, 14. Auflage 2007, 15. Auflage 2011 und 16. Auflage 2016)
- Précis de grammaire française, Gembloux 1939 (32. Auflage u. d. T. Le petit Grevisse. Grammaire française, Brüssel 2009)
- Problèmes de langage [Sammlung von Sprachchroniken], 5 Bde., Gembloux/Paris 1961–1970
- Le Français correct (1973)
- Savoir accorder le participe passé (1975)
- Quelle préposition ? (1977)
- La force de l’orthographe. 300 dictées progressives commentées, Paris/Louvain-la-Neuve 1989, 1996